# EN 60529
 (mai 2021).
Si vous disposez d'ouvrages ou d'articles de référence ou si vous connaissez des sites web de qualité traitant du thème abordé ici, merci de compléter l'article en donnant les références utiles à sa vérifiabilité et en les liant à la section « Notes et références ».
L'indice de protection (IP) est une norme internationale de la Commission électrotechnique internationale relative à l'étanchéité paru pour la première fois en 1989. Il est repris par la norme européenne EN 60529. Cet indice classe le niveau de protection qu'offre un matériel aux intrusions de corps solides et liquides. Le format de l'indice, donné par la norme CEI 60529, est IP 69 où les caractères 6 et 9 sont deux chiffres et/ou une lettre. Les chiffres indiquent la conformité avec les conditions résumées dans les tableaux ci-dessous. Lorsqu'aucun critère n'est rencontré, le chiffre peut être remplacé par la lettre X.
Par exemple, un indice de protection IP2x signifie que l'appareil est protégé contre l'intrusion de solides supérieurs à 12,5 mm (premier chiffre), mais que son fonctionnement n'implique pas la nécessité de le protéger contre l'intrusion de liquides. On place donc un "x" à la place du deuxième chiffre, pour signifier l'inutilité de rendre ce matériel étanche aux liquides.
L'indice de protection s'énonce en distinguant clairement les deux chiffres (et/ou lettres) qui suivent le préfixe IP. Par exemple, pour un indice de protection IP69, on prononcera "IP six-neuf", et non pas "IP soixante-neuf', comme il est souvent entendu hors du champ professionnel.